# 利津県
利津県（りしん-けん）は、中華人民共和国山東省東営市に位置する県。

## 歴史
利津県は周・秦の時代は斉国に属する。漢の時代に千乗郡湿沃県・蓼城県となる。後漢以降、黄河が利津の地で海に注ぐようになり黄河デルタを形成する。隋に永利鎮となり蒲台県に属する。唐・宋には渤海県永利鎮となる。金代の明昌3年12月（1193年1月）利津鎮となり、山東東路浜州刺史郡に属する。元・明には山東済南府の浜州に属する。清朝・民国の時期に山東武定府（現在の恵民県）に属する。水運や商業貿易の要衝を形成し、「小天津」と称された。清末に義和団が台頭し、袁世凱よる弾圧が起こる。中華人民共和国が成立すると恵民行政事務所に属する。1958年11月、利津県は沾化県と合併し沾化県となり、淄博行政事務所に属する。1961年10月に再び利津県にとして復活し、恵民行政事務所に属する。1983年10月15日に東営市が成立し市轄県となり、同時に羅家公社の4村ならびに六合公社は新しく成立した河口区に編入された。

## 行政区画
- 街道：利津街道、鳳凰城街道
- 鎮：北宋鎮、塩窩鎮、陳荘鎮、汀羅鎮
- 郷：明集郷、刁口郷